# Eremobates suspectus
Espèce
Eremobates suspectus est une espèce de solifuges de la famille des Eremobatidae.

## Distribution
Cette espèce est endémique d'Arizona aux États-Unis,.

## Description
Les mâles mesurent de 19,0 à 23,0 mm et la femelle 23,0 mm.

## Publication originale
- Muma, 1951 : The Arachnid order Solpugida in the United States. Bulletin of the American Museum of Natural History, no 97, p. 31-141 (texte intégral).